# May Aufderheide

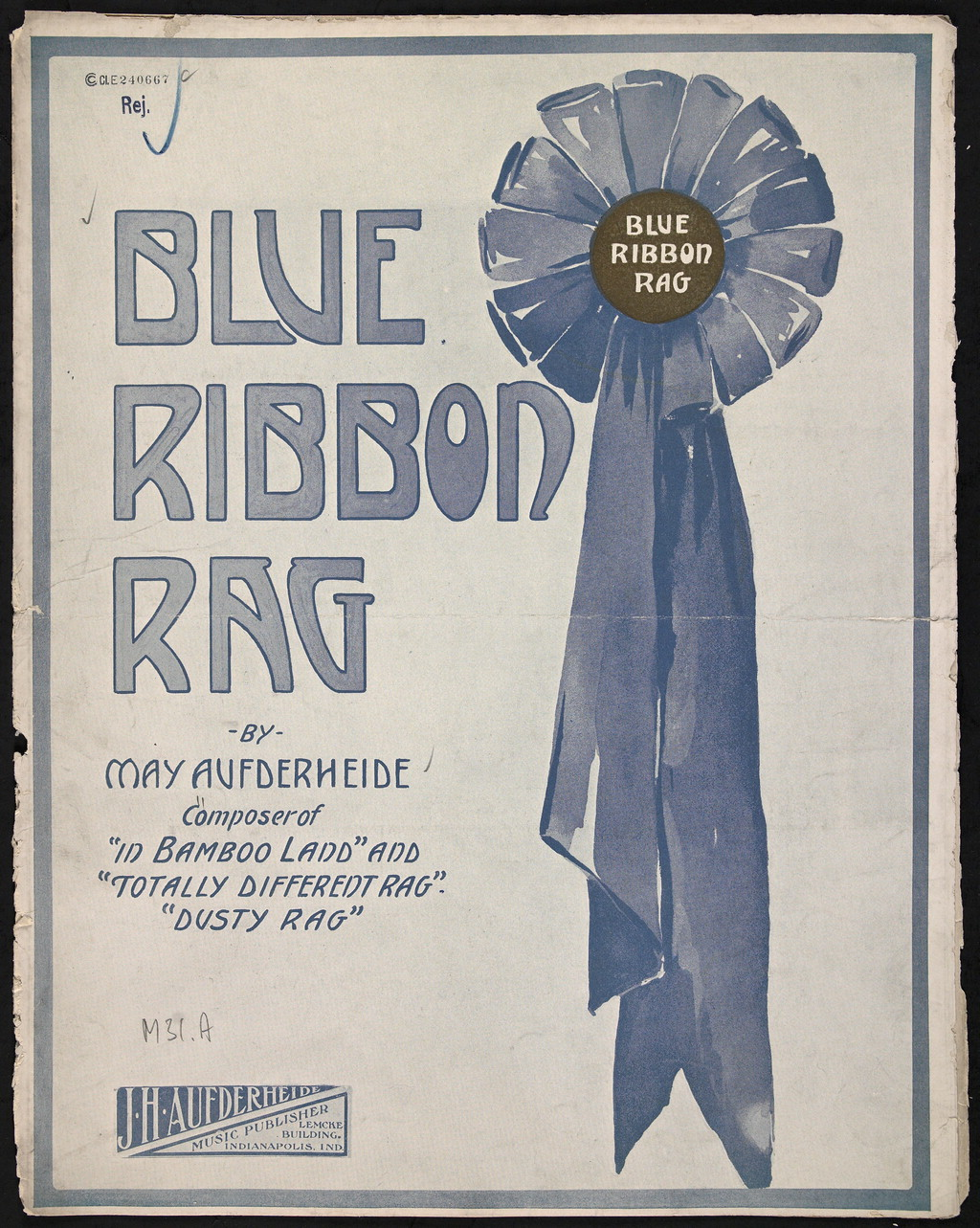
Okładka wydania nutowego "Blue Ribbon Rag", 1910

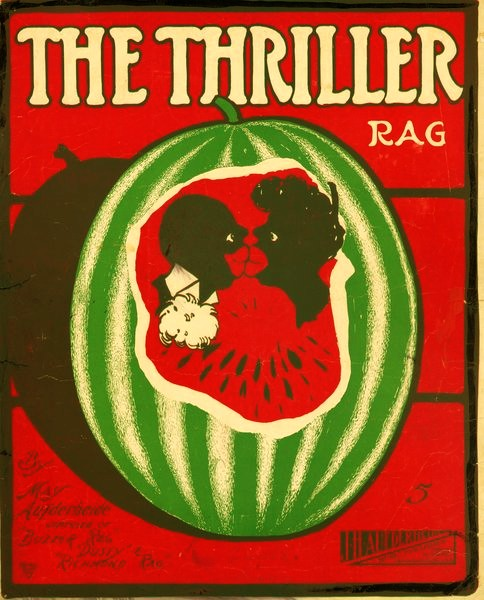
„The Thriller” – jeden z najbardziej znanych utworów May Aufderheide

May Frances Aufderheide Kaufman (ur. 21 maja 1888, zm. 1 września 1972) – amerykańska kompozytorka ragtime'owa i jedna z najbardziej znanych pianistek tego gatunku muzycznego. Autorka „The Thriller Rag”, który do dziś jest jednym z częściej granych utworów ragtime'owych. Córka Johna Henry'ego Aufderheide, bankiera i pasjonata muzyki.

## Kariera
W dzieciństwie May pobierała lekcje od swojej ciotki, May Kolmer, która była pianistką w Indianapolis Symphony Orchestra i wykładowcą w Metropolitan School of Music in Toronto. To ona zainteresowała ją muzyką i dała jej podstawowe wykształcenie. Dorastając u schyłku XIX wieku przyszła pianistka dostała się pod wpływ ragtime'u i w 1908 roku skomponowała swój pierwszy rag. W publikowaniu pomagał jej Paul Pratt, który sam interesował się muzyką i w tym samym roku został wydany „Dusty Rag”. Ojciec May, John, dostrzegł drzemiący w niej potencjał i założył własne wydawnictwo, w którym jeszcze w 1908 roku zostały wydane „Dusty Rag” (za zgodą Pratta) i „Richmond Rag”. Rok później sukces przyniósł „Buzzer Rag” oraz najbardziej znana kompozycja Aufderheide - "The Thriller". Wtedy też podjęła ona współpracę z Earlem C. Jonesem, który zajął się ułożeniem słów do „Totally Different Rag” i „In Bamboo Land” (1910). Także w 1910 został wydany „Blue Ribbon Rag”. W 1912 roku wydawnictwo ojca upadło, a Aufderheide i jej mąż, Thomas Kaufman, przeprowadzili się do Indianapolis. Tam May skończyła swoją karierę muzyczną i zajęła się wychowywaniem adoptowanego dziecka.

## Utwory
May Aufderheide opublikowała niewiele utworów swojego autorstwa. Są nimi „Richmond Rag”, „The Thriller”, „Buzzer Rag”, „Blue Ribbon Rag”, „A Totally Different Rag”, „Novelty Rag” oraz „Dusty Rag”. Do opublikowanych utworów należy doliczyć jeszcze kilka walców i piosenek z „I'll Pledge my Heart to You” na czele oraz śpiewaną wersję „A Totally Different Rag”, do której słowa napisał Earle C. Jones. Pozostałe piosenki to: „I Want A Patriotic Girl”, „I Want A Real Lovin' Man”, „Dusty Rag” – utworzone wspólnie z Bobbym Jonesem, Paulem Prattem i J. Callahanem.

## Życie prywatne
Kompozytorka poślubiła Thomasa Kaufmana, syna znanego amerykańskiego architekta Williama S. Kaufmana, w 1908 roku. Wtedy to jej pierwsza kompozycja została opublikowana, a młode małżeństwo przeprowadziło się do Richmond w stanie Indiana, gdzie Thomas pracował. Aufderheide wcześnie zakończyła swoją karierę muzyczną z powodu kłopotów rodzinnych, jakimi były alkoholizm męża i sprawiające problemy adoptowane dziecko.
W 1947 małżeństwo przeniosło się do Kalifornii i zamieszkało w zaprojektowanym przez Thomasa domu zwanym „Rose Villa” w Pasadenie. Mimo kłopotów ze zdrowiem (artretyzm), wskutek których poruszała się na wózku inwalidzkim, May przeżyła o kilkanaście lat męża i córkę, umierając we wrześniu 1972 roku w Pasadenie.
Kompozytorka została pochowana w Mountain View Mausoleum, w Altadenie, u boku męża.